# Sant'Elena Quartu
L'Associazione Sportiva Dilettantistica Sant'Elena Quartu, o più semplicemente Sant'Elena è una società calcistica italiana con sede nella città di Quartu Sant'Elena.
Storicamente, il club rappresenta la città di Quartu Sant'Elena; dal 2019 al 2024 cambiò sede e denominazione spostandosi nel confinante comune di Quartucciu e adottando la denominazione di Sant'Elena Q.C.U.

## Storia
Fondato nel 1957, fino alla stagione 81-82, gioca le partite interne al "Rosas", in Via Manara, a Quartu;già nove anni dopo la fondazione, partecipa al suo primo campionato nazionale, la Serie D nel 1966-1967. Dopo la salvezza al primo anno, retrocede e rimane in Promozione (allora la massima divisione regionale) per sette stagioni. Alla settima, nel 1974-1975, arriva prima assieme all'Arzachena, e allo spareggio promozione ha la meglio ritornando nei campionati nazionali.
A cavallo degli anni '70 e '80 sono quindi i migliori anni della società quartese: disputa infatti 4 buoni campionati di Serie D, e al quinto, nel 1979-1980 vince il girone con le altre sarde e le laziali, conquistando la prima Serie C2 della storia, diventando così in quel periodo la "seconda squadra" della Sardegna dopo il Cagliari, che allora militava in Serie A. 

Una formazione del Sant'Elena Quartu nella stagione 1980-1981

Disputa 3 campionati di quarta serie, e tra i suoi allenatori ci fu l'ex giocatore e campione d'Italia col Cagliari Nené ma anche l'ungherese Géza Boldizsár, il vice di Niels Liedholm alla Roma Antonio Trebiciani e il campione d'Italia con la Lazio Paolo Franzoni. Franzoni fu infatti l'allenatore della squadra nella paradossale stagione 1983-1984. La società infatti non versava in ottime condizioni finanziarie, e l'acquisizione nell'estate da parte di una nuova cordata guidata da Guido Carlo Di Cosimo peggiorò ulteriormente la situazione. Venne utilizzata la fidejussione del campionato per coprire le prime pendenze ma ciononostante si arrivò a situazioni paradossali come l'impossibilità della fornitura di cibo nella foresteria del club e il pagamento delle trasferte con i giocatori costretti a pagarsele di tasca propria. A nulla servì il tentativo pubblico del Comune di Quartu Sant'Elena con la creazione di una srl apposita e il 31 gennaio arrivò la dichiarazione di fallimento da parte del Tribunale. Questo comportò la radiazione dopo la 18ª giornata di campionato, prima volta in Italia.
Dopo la radiazione, nella stagione 84/85, venne costituita una nuova società denominata A.C.R. Quartu Sant’Elena, che l'anno successivo vinse il girone A di Prima Categoria. Al contempo, sempre nella stagione 84/85, il Monreale, squadra di San Gavino Monreale, venne di fatto rilevata da un gruppo di dirigenti quartesi e si trasferì a giocare Quartu, allo stadio Is Arenas. E così, nella stagione 86/87, in Promozione, ci fu il "derby" tra il 'Monreale Quartu' e la nuova squadra 'A.C.R. Quartu Sant’Elena'; la neopromossa, tuttavia, retrocedette subito e negli anni successivi si stabilizzerà tra Prima e Seconda Categoria. Il 'Monreale Quartu', invece, mutata la denominazione in 'Sant'Elena', mantenne il massimo livello regionale costituendo, di fatto, la continuazione della squadra che era stata in C2. Nella stagione 2012/2013 avverrà finalmente la fusione tra le due squadre, originando la 'Asd Sant’Elena Quartu'
Il 'Sant'Elena' rimane sempre nei campionati regionali sotto la presidenza di Augusto Cocco e l'avvicendarsi di varie guide tecniche tra cui quella di un giovane Bernardo Mereu. Dal 1990-1991 fino al 2004-2005 rimane sempre nel massimo livello regionale, per 15 stagioni di fila con anche un play-off perso nel 1998-1999 al primo turno contro il Real Montecchio.
Da lì in poi è iniziato un calvario nel purgatorio della Promozione, amplificato dalla difficoltà logistiche legate alle vicende dello Stadio Is Arenas (presso il quale il Sant'Elena si era trasferito, migrando dallo storico impianto "Rosas", in occasione delle stagioni disputate in Serie C2)  divenuto inagibile a causa della sua travagliata vicenda che portò ad ospitare i match di Serie A del Cagliari di Massimo Cellino e poi abbandonato. 
Dopo l'iniziale disponibilità dell'impianto quartese di "Sa Forada", nel 2019 la dirigenza decide addirittura di trasferire la società nel vicino comune di Quartucciu, inserendo la dizione "Q.C.U." nella nuova denominazione societaria.
Nell'estate 2020, causa riordinamento dei campionati a causa della pandemia di coronavirus, il club ottiene il ripescaggio in Eccellenza grazie al secondo posto in Promozione prima dell'interruzione e che ha segnato il ritorno nella massima serie regionale dopo 10 anni.
Nella stagione 2023-2024 retrocede nuovamente dall'Eccellenza
Il Comunicato Ufficiale n. 9 dell’8 agosto 2024 di F.I.G.C. Sardegna riporta il nuovo mutamento di denominazione da "ASD Sant’Elena QCU" a "ASD Sant’Elena Quartu", e ritorno della sede sociale a Quartu Sant’Elena

## Colori e simboli

### Colori
I colori sociali sono il verde ed il bianco, colori del comune di Quartu Sant'Elena, dove nacque il club.

## Strutture

### Stadio
Lo storico stadio del Sant'Elena è stato il "Rosas", in Via Manara, a Quartu.
Al "Rosas", il Sant'Elena ha vinto il campionato di serie D 79/80 e disputato il primo campionato di serie C2 80/81.
Al secondo anno di C2, alla settima giornata, nell'anticipo di sabato 31 ottobre 1981, in occasione della gara interna vinta contro la Cerretese, viene inaugurato il nuovo Stadio Is Arenas, in cui i Biancoverdi continueranno a giocare sino alla stagione 2011-2012, e cioè fino a quando lo stadio sarà concesso al Cagliari Calcio; le note vicende porteranno, di fatto, allo smantellamento dell'impianto quartese.
Per il 2012-2013, il club si è quindi trasferito per le proprie gare interne presso l'impianto sportivo quartese de Sa Forada, chiuso però dal 2015, ed ora in stato di abbandono.
È così iniziata una peregrinazione nei vari campi dell'hinterland cagliaritano, con il temporaneo trasferimento della sede a Quartucciu, dove si è giocato al Campo San Pietro, nella località Pill'e Matta.
Per la stagione 2024/2025, il campo di gioco è "Mulinu Becciu", a Cagliari

## Società

### Organigramma societario
- Luca Meloni - Presidente

## Palmarès

### Competizioni nazionali
- Serie D: 1

1979-1980 (girone D)

### Competizioni regionali
- Promozione: 1

1974-1975
- Coppa Cossu-Mariotti: 1

1978-1979